# روح‌الله قاضی‌زاده
روح‌الله قاضی‌زاده سیاست‌مدار ایرانی بود، که در  دوره بیست و سوم  به‌عنوان نماینده خرم‌آباد در مجلس شورای ملی حضور داشت.